# Chuquihuta
Chuquihuta (auch: Chuquiuta oder Chiqui Uta) ist eine Ortschaft im Departamento Potosí im südamerikanischen Anden-Staat Bolivien.

## Lage im Nahraum
Chuquihuta ist zentraler Ort des seit Juni 2009 selbständigen Municipio Chuquihuta in der Provinz Rafael Bustillo. Das Municipio Chuquihuta war vor der Selbständigkeit ein Kanton im südlichen Teil des Municipio Uncía. Die Ortschaft liegt auf einer Höhe von 3594 m am Río Chuquihuta, der hier in südlicher Richtung fließt.

## Geographie
Chuquihuta liegt am Übergang des Hochlandes von Oruro in das Gebirge von Potosí. Die Region ist im Norden und Westen von Hochgebirgszügen der Cordillera Central begrenzt. Die Vegetation ist die der Puna, das Klima ein typisches Tageszeitenklima, bei dem die täglichen Temperaturschwankungen größer sind als die monatlichen Schwankungen.
Die mittlere Jahresdurchschnittstemperatur liegt bei 9 °C, die Monatsdurchschnittswerte schwanken zwischen knapp 5 °C im Juni/Juli und 11 °C von November bis März (siehe Klimadiagramm Uncía). Der Jahresniederschlag beträgt 370 mm und fällt vor allem in den Sommermonaten, die aride Zeit mit Monatswerten von maximal 10 mm dauert von April bis Oktober.

## Verkehrsnetz
Chuquihuta liegt in einer Entfernung von 120 Straßenkilometern südöstlich von Oruro, der Hauptstadt des Departamento Oruro.
Von Oruro führt die asphaltierte Nationalstraße Ruta 1 in südlicher Richtung 22 Kilometer über Vinto nach Machacamarquita, acht Kilometer nördlich von Machacamarca gelegen. In Machacamarquita zweigt die Ruta 6 in südöstlicher Richtung ab und erreicht über Huanuni und über Passhöhen von mehr als 4500 m nach 79 Kilometern die Stadt Llallagua. Von dort führt die Ruta 6 auf weiteren 38 Kilometern über Uncía und Cala Cala nach Chuquihuta und noch einmal 53 Kilometer weiter nach Pocoata und Macha. In Macha zweigt eine unbefestigte Landstraße in südwestlicher Richtung ab und führt nach 33 Kilometern bei Ventilla wieder zurück auf die Ruta 1. Von hier aus bis zur Departamento-Hauptstadt Potosí sind es noch einmal 109 Kilometer.

## Bevölkerung
Die Einwohnerzahl der Stadt ist in den vergangenen beiden Jahrzehnten auf das Vierfache angestiegen:
| Jahr | Einwohner | Quelle       |
| ---- | --------- | ------------ |
| 1992 | 395       | Volkszählung |
| 2001 | 531       | Volkszählung |
| 2012 | 1995      | Volkszählung |
| 2024 |           | Volkszählung |

Neue statistische Daten zum Municipio und zur Ortschaft Chuquihuta liegen noch nicht vor, ältere Daten finden sich bei den Angaben zum Municipio Uncía.